# Swartzia robiniifolia
Swartzia robiniifolia là một loài rau đậu thuộc họ Fabaceae.
Loài này chỉ có ở Colombia.